# Cuves (Haute-Marne)

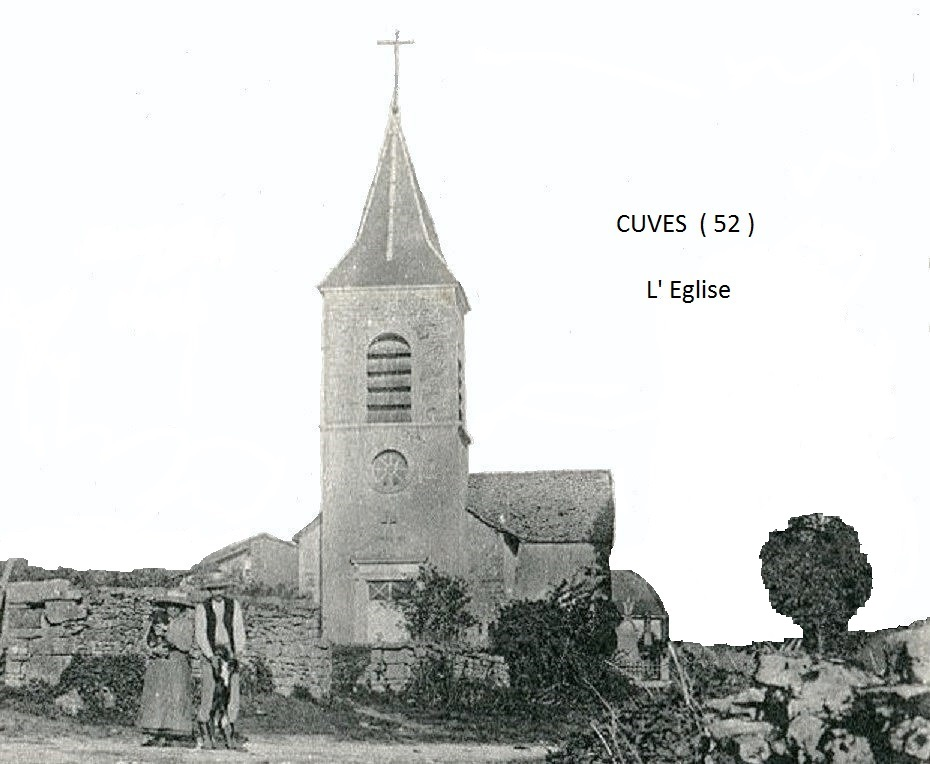

Cuves ist eine französische Gemeinde mit 25 Einwohnern (Stand: 1. Januar 2022) im Département Haute-Marne in der Region Grand Est. Sie gehört zum Kanton Nogent und zum Arrondissement Chaumont. Die Bewohner werden Cuvois und Cuvoises genannt.

## Geografie
Die Gemeinde Cuves liegt in der Landschaft Bassigny, etwa 22 Kilometer östlich von Chaumont. Sie ist umgeben von folgenden Nachbargemeinden: 
|             | Longchamp                                   |                       |
| Mennouveaux | Kompassrose, die auf Nachbargemeinden zeigt | Buxières-lès-Clefmont |
|             | Ninville                                    |                       |

## Bevölkerungsentwicklung
| Jahr                       | 1962 | 1968 | 1975 | 1982 | 1990 | 1999 | 2008 | 2019 |
| -------------------------- | ---- | ---- | ---- | ---- | ---- | ---- | ---- | ---- |
| Einwohner                  | 45   | 37   | 27   | 25   | 25   | 19   | 24   | 26   |
| Quellen: Cassini und INSEE |      |      |      |      |      |      |      |      |

## Sehenswürdigkeiten
- Kirche Saint-Éloi aus dem 18. Jahrhundert